# Préaux (Sekwana Nadmorska)
Préaux – miejscowość i gmina we Francji, w regionie Normandia, w departamencie Sekwana Nadmorska.
Według danych na rok 1990 gminę zamieszkiwało 1450 osób, a gęstość zaludnienia wynosiła 77 osób/km² (wśród 1421 gmin Górnej Normandii Préaux plasuje się na 150. miejscu pod względem liczby ludności, natomiast pod względem powierzchni na miejscu 64.).